# Легион (группа)
«Легио́н» — советская и российская метал-группа, играющая в стилях хеви-метал, неоклассикал-метал и пауэр-метал.
Является одной из первых метал-групп в СССР. Основатель группы — Олег Царёв. В 1981 году к нему присоединился Алексей Булгаков, ставший основным композитором и вокалистом. Официальным годом основания группы считается 1982 год, когда она дала свой первый концерт.

## История

### Советский период
«Легион» был создан ещё в 1978 году басистом Олегом Царёвым. Это был квинтет, в который также входили гитарист Олег Гронин, гитарист Павел Николас, ударник Алексей Кошкин и вокалист Владимир Горелов. В музыкальных экспериментах также принимали участие брат Царёва, Игорь, и начинающий поэт Александр Афанасьев. В этот период были в домашних условиях записаны песни «Художник» и «Глупый человек» (А. Афанасьев - вокал, гитара, клавишные, О. Царёв — бас, с участием: Ю. Пронин — гитара, П. Протасов — бас), считающиеся самыми ранними сохранившимися записями группы. В 1981 году старый состав группы распался. После этого в контакт с Олегом Царёвым вошел гитарист Александр Цветков. Они приняли решение сформировать новый состав группы, в который вошли: Алексей Булгаков (вокал, бас), Александр Цветков (гитара), Олег Царёв (гитара), Юрий Винокуров (барабаны). Первый концерт состоялся весной 1982 года, с этого момента идёт отсчёт истории коллектива. В 1983 году Винокурова сменил Сергей Комаров. В таком составе был записан первый магнитоальбом группы «Битва» (1984 год), который включил в себя 5 песен: «Скажи, разумный человек», «Закружила землю непогода», «Дьявол», «Свет в окне» и «Волшебник» (по другим утверждениям, это демо было записано в 1982 году). В начале 1984 года Александра Цветкова сменил Алексей Чернышев, а Булгаков передал бас-гитару в руки Олега Царёва. Спустя полгода для усиления звучания Чернышев привёл второго гитариста Сергея Стасиловича. Группа начала давать концерты на таких площадках, как ДК завода «Серп и молот», ДК МЛРЗ.
В январе 1986 года группа, успешно пройдя прослушивание, стала первым музыкальным коллективом, вступившим в Московскую рок-лабораторию. Группа приобрела официальный статус и смогла давать больше концертов легально. В том же 1986 году «Легион» записал свой второй магнитоальбом «Апокалипсис» с преимущественно батальной тематикой текстов. В феврале 1987 года группа приняла участие в «Фестивале надежд», организованном Московской рок-лабораторией, где заняла второе место. В качестве приза коллектив получил возможность записать несколько песен в Доме радио для последующей их радиотрансляции в Дании и Голландии. Через короткое время оттуда было получено приглашение на гастроли, однако как раз в этот момент в группе назрел первый серьёзный кризис: Комарова и Чернышева, увлекшихся Accept и AC/DC, перестал устраивать академический вокал Булгакова. Они считали, что вокалист «должен орать», и хотели заставить Булгакова петь также. Однако тот в ответ заявил, что его голос не подходит под такую манеру пения. В процессе конфликта Комаров и Чернышев переубедили Стасиловича и Царёва в необходимости смены вокалиста, поэтому Алексей Булгаков покинул коллектив. Однако им так и не удалось найти ему достойную замену и группа распалась.
Осенью 1987 года Царев предложил Булгакову возродить «Легион». Барабанщиком стал Алексей Архипов, а на место гитариста вернулся Сергей Стасилович. В начале 1988 года по его инициативе в группу был приглашён второй гитарист Владимир Лобанов. Коллектив устроился в центр Стаса Намина и возобновил активные гастроли. Впервые «Легион» выехал на Дальний Восток: в Хабаровск и по посёлкам вдоль БАМа. Для концертной программы были сочинёны ряд новых песен, большая часть из которых в итоге так и не была записана в студии: «На краю», «Год 37-й», «Как же я устал». Песня «И жив, и мёртв» вышла лишь в 2003 году. Тексты к песням были написаны другом Олега Царева, поэтом — Александром Афанасьевым. В начале 1989 года коллектив покинул Владимир Лобанов, его место занял Леонид Мозжухин. Практически сразу группа рассталась с концертным центром Стаса Намина и пустилась на вольные хлеба. В результате непродуманного подхода к проведению концертов Царёв и несколько других участников разругались с местными организаторами в Пятигорске. Будучи в неадекватном состоянии, все были арестованы на 15 суток за дебош, а по возвращении в Москву Царёв отказался сотрудничать с Булгаковым. С тех пор оба независимо собирали составы, используя название «Легион».
Алексей Булгаков влился в группу «Сердечный привет» и предложил музыкантам взять название «Легион». Таким образом, сложился очередной состав: Алексей Булгаков (вокал), Сергей Степанов (гитара), Олег Троскин (бас), Сергей Баландин (барабаны), который сразу же сочинил и записал 7 песен в стиле хард-рок. Тексты к этим песням написал Афанасьев. Позднее эта запись была неофициально издана под названием «Последний шаг». Затем коллектив устроился в Дагестанскую филармонию, находившуюся под руководством Вадима Зорина, и сначала проехался по БАМу, затем отправился в Дагестан. Там случился очередной инцидент: в городе отключили свет и местная публика стала возмущаться внезапному прекращению концерта. Музыкантов посадили в автобус, однако разгорячённая толпа быстро его обступила и стала раскачивать. После решения проблемы с энергообеспечением группа всё же доиграла концерт, однако Булгаков остался недовольным работой Зорина над организацией этого концерта. Разлад с Зориным вызвал распад этого состава. Места ушедших Степанова и Баландина заняли Сергей Салкин и Карим Суворов.
Однако в 1989 году наблюдался значительный спад интереса публики к тяжёлой музыке, поэтому на долю этого состава выпало очень мало концертов. Группа приняла решение попытать счастья за границей. Для этого она записала несколько песен на английском языке: «Heart of Fire», «So Late», «Confessions to Fire», которые официально также не были нигде изданы, а данная запись в интернете известна под названием Demo 1991. Попытки обращения в структуры, связанные с западными продюсерами, не увенчались успехом, а в стране наступил кризис. Вслед за распадом СССР, распался и этот состав группы.

### 1990-е
В 1992 году Алексей Булгаков сочинил несколько мелодий в стиле прогрессив-рок и собрал первый российский состав Легиона, в который также вошли Дмитрий Хавин (гитара), Станислав Козлов (бас) и Сергей Воробьёв (барабаны). В июле Хавин и Воробьёв покинули группу, на их место пришли Юрий Крюков и Константин Федотов. Именно в таком составе был записан демо-альбом «Second creation», а также доработан и записан англоязычный альбом «Knights of cross», который стал первым и последним альбомом, вышедшим на виниле, и считающийся дебютным альбомом «Легиона». Поскольку барабанщик не смог корректно записать свои партии, барабаны были забиты в драм-машину, а несколько сольных гитарных партий записал Вячеслав Молчанов.
В 1993 году Алексей Булгаков, экс-гитарист Сергей Салкин и ещё несколько сессионных музыкантов специально для сборника «Антология христианского рока» записали песню «Не бойся войти в храм». Фактически песня является переделанной версией песни «666» из демо-альбома «Последний шаг», но уже с другим текстом.
В том же году умер отец-основатель группы Олег Царёв. Он так и не смог набрать новый состав своего «Легиона».
В 1994 году Булгаков пробовался в группу «Ария» на место Валерия Кипелова, однако возникшие творческие разногласия с музыкантами, а также позиция лейбла вынудили Кипелова вернуться в группу.
После чего Булгаков и Козлов набрали новый состав «Легиона»: гитаристом стал Вячеслав Молчанов (экс-«Валькирия»), а барабанщиком — Дмитрий Кривенков. Группа продолжила работать в стиле прогрессив-метал и начала активно давать концерты в столичных клубах. Через некоторое время Булгаков познакомился с поэтом Евгением Миканбой, который предложил сотрудничество. Результатом стал записанный на рубеже 1995—1996 годов альбом «Дай мне имя». Баллада «Девятнадцать лет» стала хитом среди поклонников коллектива. Распространением альбома на кассетах занимался сам Булгаков со своей женой Мариной. Обложка к нему была нарисована лишь в 1999 году, тогда же официально он и был издан.
В 1996 году Алексей Булгаков и экс-гитарист классического состава Алексей Чернышёв предприняли попытку перезаписать в домашней студии Чернышева хиты 1980-х годов. Спустя год альбом был закончен и вышел в декабре 1997 года. Это событие резко переломило ситуацию в концертной деятельности «Легиона», однако к тому моменту группу покинул Вячеслав Молчанов по причине малого количества концертов. Его сменил выпускник рок-гимназии Андрей Голованов. В 1998 году обновлённый состав записал новый альбом «Пророчество», выход которого задержался на несколько лет из-за экономической ситуации в стране. В 1999 году на стихи Владимира Сергеева Булгаков сочинил очередной альбом «У окна», который был издан спустя год.

### 2000-е
В 2001 году группа подготовила новую патриотическую концертную программу на стихи Сергеева. Осенью по совету Молчанова группу покинул Дмитрий Кривенков, его место занял Сергей Еранов. А в мае 2002 года, перед началом записи альбома «Маятник времён», коллектив покинул Андрей Голованов. Он пошёл искать себя в группе певицы Мара, которую тогда интенсивно раскручивали. Новым гитаристом стал Денис Катасонов. А в 2003 году, в процессе сведения нового альбома, в группе появился новый участник — клавишник Александр Орлов. Поначалу он тяжело входил в концертную программу, так как старые песни не предполагали участия клавишника, но позже для них были придуманы новые аранжировки.
В июле, разочаровавшись в музыке поп-направления, в группу вернулся Андрей Голованов. Он сочинил аранжировку для нового сингла «Игра», который Александр Шамраев попросил написать коллектив для хоккейной команды «Измайлово». Сингл вышел в 2004 году.
В ноябре 2003 года группу «Кипелов» покинул гитарист Сергей Терентьев для основания собственного проекта «Артерия», в который пригласил в качестве вокалиста Алексея Булгакова. Валерий Кипелов, в свою очередь, предложил место гитариста в своей группе Андрею Голованову. В результате рокировки Голованов ушёл к Кипелову, а Булгаков начал сотрудничество с Терентьевым. Новым гитаристом Легиона стал Сергей Бокарёв. В новом составе «Легион» записал очередной экспериментальный альбом «Стихия огня» в стиле пауэр-метал, который вышел в декабре 2004 года. Почти все тексты песен к нему были написаны Афанасьевым. Летом 2005 года после записи дебютного альбома Булгаков вместе с Сергеем Ерановым, который также участвовал в записи, покинул проект «Артерия». Спустя короткое время в связи с занятостью бизнесом «Легион» покинул Сергей Бокарёв. Его место занял однокашник по рок-гимназии Владимир Лицов.
В том же году компания CD-Maximum переиздала альбомы «Дай мне имя» (издан на CD впервые), «У окна», «Пророчество». В последние два были включены бонус-треки: в первый несколько песен из альбома «Маятник времён», перезаписанные при участии симфонического оркестра, во второй несколько песен Алексея Чернышёва, записанные на его домашней студии при участии Алексея Булгакова.
В ноябре 2005 года на фестивале Экология души на МСА Лужники группа записала свой первый концертный альбом «Четыре стихии». Видеоверсия этого концерта была выложена в интернет. В апреле 2007 года вышел восьмой студийный альбом «Мифы древности», в которой несколько текстов песен написаны Афанасьевым. К работе над текстами вернулся Евгений Миканба. А осенью того же года к 25-летию группы вышла первая книга о её истории — «Рыцари легиона». В 2008 году коллектив покинул Сергей Еранов, его место занял Пётр Малиновский.

### 2010-е
В 2010 году вышел девятый студийный альбом «Невидимый воин», а в 2012 году — мини-альбом «Новые грани». В 2013 году вышел первый альбом совместного проекта Алексея Чернышёва и Алексея Булгакова «Океан фантазий». В него вошло несколько перезаписанных вещей коллектива из 1980-х годов, которые по разным причинам не попали в альбом «1980—1987», перезаписанные в лучшем качестве бонус-треки к альбому «Пророчество», а также несколько новых песен Чернышёва. На песню «Каменный лес» Алексеем Чернышёвым был смонтирован видеоклип. В 2015 году вышел второй альбом проекта — «Плач оборванной струны».
Последний на тот момент состав «Легиона» оказался самым стабильным за всю его историю, пока в феврале 2016 года коллектив не расстался с Владимиром Лицовым. В группу вернулся Сергей Салкин.
Стилистика группы претерпевает ощутимые изменения: музыкальный материал становится более жестким и тяжелым, усложняются аранжировки, появляются скоростные гитарные соло и неоклассические мотивы. Весной 2016 года музыканты приступают к работе над полноформатным альбомом, который был выпущен 14 апреля 2017 года и получил название "Двойная звезда". В него также вошли 2 композиции, которые на тот момент были уже записаны с участием В. Лицова ("Смотри в небеса" и "Сантьяго"). Остальной материал был подготовлен новым составом. В рамках концертной деятельности группы в октябре состоялась презентация альбома в клубе "Москва".
В начале 2019 года коллектив выпускает новый релиз: кавер-версию песни Брюса Диккинсона "Tears of the Dragon". Сразу после этого на эту песню был снят видеоклип.
2020-е
В начале 2020 года группа записала и выпустила сингл под названием "Битва с темнотой", после чего начинается полновесная работа над новым альбомом. Тем временем Легион получает приглашение на участие в крупнейшем в России хеви-метал фестивале BIG GUN - 2020, которому, однако, не суждено было состояться в связи с пандемией Covid-19.
Новый альбом увидел свет 18 февраля 2022 года, а уже на следующий день состоялась его презентация в московском клубе Glastonberry. Этот полноформатный релиз получил название "Отблески будущего", поскольку тексты всех его композиций подчинены общей концепции и являются зарисовками из грядущих времен. Автором текстов в альбоме выступил поэт Дмитрий Миронов. В создании альбома также принял участие известный радио ведущий Дмитрий Добрынин, исполнивший монолог, предваряющий песню "Искусственный интеллект".
В начале 2024 года группа расстаётся с барабанщиком Петром Малиновским, и ему на смену приходит игравший до этого в группе Ember Stone Дмитрий Козлов.
А 16 февраля 2024 г выходит новый релиз - "Отзвуки прошлого. Live in Studio". Он содержит 13 знаменитых хитов разных лет, сыгранных и записанных вживую на студии "2 барабанщика". Кроме них в сборник вошла одна совершенно новая работа "Мы идем на восход". Она и несколько других песен были изданы синглами в 2023 году и предваряли выход альбома.

## Состав группы

### Сегодняшний состав
- Алексей Булгаков — вокал (c 1982), бас-гитара (1982—1984)
- Сергей Салкин — гитара (1989—1991, с 2016)
- Станислав Козлов — бас-гитара (с 1992)
- Александр Орлов — клавишные (с 2003)
- Дмитрий Козлов— ударные (с 2024)
- Сергей Толстых — звук

### Бывшие участники
| - Олег Царёв —гитара (1982—1984), бас-гитара (1984—1989) † - Юрий Винокуров — ударные (1982—1983) - Александр Цветков — гитара (1982—1984) - Сергей Комаров — ударные (1983—1987) † - Алексей Чернышёв — гитара (1984—1987) - Сергей Стасилович — гитара (1984—1989) - Владимир Лобанов — гитара (1988—1989) - Леонид Мозжухин — гитара (1989) - Алексей Архипов — ударные (1987—1989) - Сергей Степанов — гитара (1989) - Сергей Баландин — ударные (1989) - Олег Троскин — бас-гитара (1989—1991) | - Дмитрий Хавин — гитара (1992) - Сергей Воробьёв — ударные (1992) - Юрий Крюков — гитара (1992—1994) - Константин Федотов — ударные (1992—1994) - Вячеслав Молчанов — гитара (1994—1997) - Дмитрий Кривенков — ударные (1994—2001) - Андрей Голованов — гитара (1998—2002, 2003) - Сергей Еранов — ударные (2001—2008) - Денис Катасонов — гитара (2002—2003) - Сергей Бокарев — гитара (2003—2005) † - Владимир Лицов — гитара (2005—2016) |

## Дискография

### Магнитоальбомы
- «Апокалипсис» (1986)
- «Диагноз № 1» (1986)

### Демо-альбомы
- «Битва» (1984)
- «Последний Шаг» (1989)
- «Demo 1991» (1991)
- «Second Creation» (1994)

### Студийные альбомы
- «Knights of Cross» (1994)
- «1980-1987» (1997)
- «Дай мне имя» (1999)
- «У окна» (2000)
- «Пророчество» (2001)
- «Маятник времён» (2003)
- «Стихия огня» (2004)
- «Мифы древности» (2007)
- «Невидимый воин» (2010)
- «Двойная звезда» (2017)
- «Отблески будущего» (2022)

### Синглы и EP
- «Игра» (2004)
- «Новые грани» (2012)
- «Танки рвутся в ад» (2015)
- "Tears of the Dragon" (Dickinson cover, 2019)
- "Битва с темнотой" (2020)

### Концертный альбом
- «Четыре стихии» (концерт, 2006)

### Альбом Live-in-studio
- «Отзвуки прошлого» (2024)

### Сольные проекты
- Булгаков-Федотов «Диагноз № 1» (1986)
- Чернышёв-Булгаков «Океан фантазий» (2013)
- Чернышёв-Булгаков «Плач оборванной струны» (2015)

## Видеоклипы
- «19 лет» (1999)
- «Царица чёрных скал» (2001)
- «Листопад» (2003)
- «Лунный свет» (2010)
- Окно сквозь время (2017)
- Дай мне имя (2024)